# SV Mackenbach
Der SV Mackenbach 1919 e. V. ist ein im Jahr 1919 gegründeter deutscher Sportverein mit Sitz in der Ortsgemeinde Mackenbach, welche Teil der rheinland-pfälzischen Verbandsgemeinde Weilerbach im Landkreis Kaiserslautern.

## Geschichte

### Fußball

#### 20. Jahrhundert
In der Saison 1929/30 konnte die erste Meisterschaft in der B-Klasse Gau-Glan erreicht werden. Zur Saison 1950/51 stieg die Fußball-Mannschaft in die Landesliga Westpfalz auf. Am Ende der Saison konnte der Verein die Klasse mit 18:34 Punkten auf dem 13. Platz halten.

#### 21. Jahrhundert
In der Saison 2003/04 spielte der Verein in der Landesliga West und belegte mit 52 Punkten am Ende der Saison den fünften Platz. Bedingt durch den 15. Platz und 28 Punkte, musste der Verein nach der Saison 2009/10 schließlich in die Bezirksliga absteigen. Die erste Saison in der neuen Liga schloss die Mannschaft dann mit 47 Punkten auf dem siebten Platz ab. Nach der Saison 2013/14 konnte sich der SV über den zweiten Platz für die Aufstiegsrunde zur Landesliga qualifizieren. Diese Runde konnte der Verein nach Hin- und Rückspiel gegen den FSV Bretzenheim mit insgesamt vier Punkten gewinnen, womit die Mannschaft wieder in die Landesliga aufsteigen durfte. Die erste Saison in der Landesliga, konnte die Mannschaft dann auf dem neunten Platz mit 43 Punkten abschließen. In dieser Liga spielte der Verein dann auch noch bis zur Saison 2017/18. Danach wurde die erste Mannschaft abgemeldet, seit der Saison 2019/20 tritt die Mannschaft wieder in der A-Klasse Kusel-Kaiserslautern an.